# Escut del Segrià
L'escut oficial del Segrià té el següent blasonament: Escut caironat: de sinople, un sol d'or sinistrat acompanyat a la punta d'una faixa ondada d'argent; la bordura componada d'or i de gules. Per timbre una corona mural de comarca.
Va ser aprovat el 22 de gener del 1991. La faixa ondada al·ludeix al riu Segre, que dona nom a la comarca; el sol està representat ponent-se, en referència parlant a les Terres de Ponent, la capital de les quals és Lleida, el cap de la comarca. La bordura representa els quatre pals de l'escut de Catalunya.

## Bandera

Bandera del Segrià.

La bandera del Segrià té el següent blasonament: Bandera apaïsada de proporcions dos d'alt per tres d'ample, verda; amb el sol groc de l'Escut del Segrià, d'alçada i d'amplada 7/16 de l'amplada del drap, situat a la part superior del vol; i amb una faixa blanca ondada de tres ones, de gruix 1/8, situada a 5/8 de la vora superior i a 2/8 de la inferior; tot el conjunt emmarcat per una bordura componada de 36 peces grogues i vermelles. Va ser aprovat el 9 de juny del 1993 i publicat al DOGC número 1761 de 23 de juny de 1993.